# Adolph Giesl-Gieslingen
Adolph Giesl-Gieslingen (7. září 1903 Trento, Tyrolsko – 11. února 1992 Vídeň) byl rakouský konstruktér lokomotiv.

## Život
Adolph Giesl-Gieslingen pocházel z rakouské důstojnické rodiny. Jeho otcem byl baron Arthur Giesl von Gieslingen (1857-1935), generál a polní velitel rakousko-uherských jednotek za první světové války. Adolph studoval na Technické univerzitě ve Vídni. Už v roce 1924 publikoval a technický článek o designu dýmnic a komínů parních lokomotiv. V roce 1925 získal titul inženýr. V témže roce nastoupil jako konstruktér do Lokomotivfabrik Floridsdorf. Zde se podílel na vývoji lokomotivy řady 214. Ředitel Arno Demmer jej v roce 1929 poslal do Spojených států, kde Giesl-Gieslingen zůstal až do roku 1938. Pracoval pro společnost New York Central Railroad, zabýval se testováním dyšny, navržené finským technikem Kyösti Kylälou. Při pobytu v USA se seznámil se svou ženou, se kterou se také v roce 1933 v New Yorku oženil. Po svém návratu se stal asistentem Arno Demmera a po druhé světové válce byl šéfkonstruktérem floridsdorfské továrny.

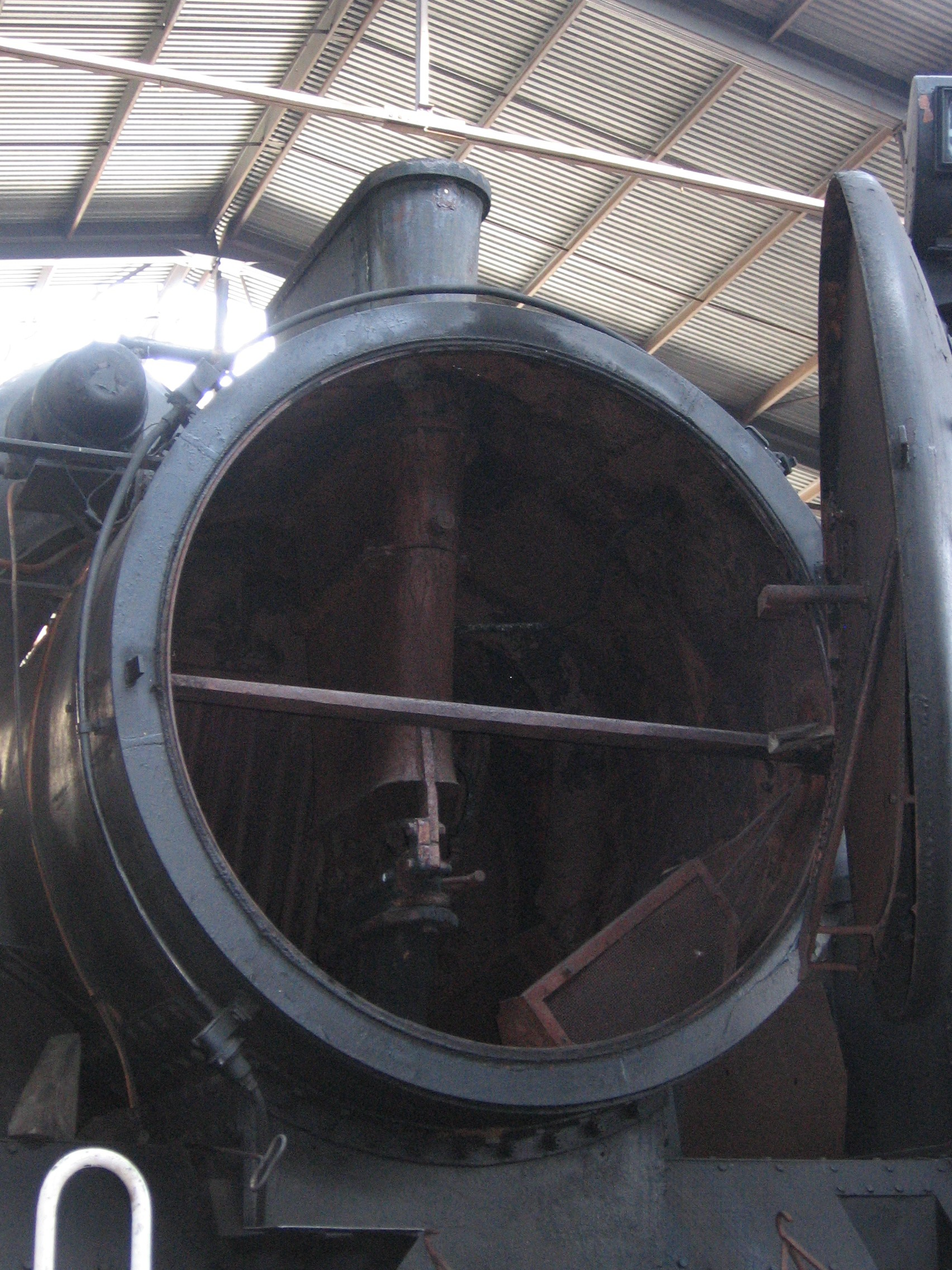
Dyšna Giesl na lokomotivě ČSD 534.0432 v muzeu Lužná u Rakovníka

V roce 1946 se stal na postu čestného profesora na vídeňské technické univerzitě nástupcem Johanna Rihoseka. Navrhl typ dyšny pro parní lokomotivy, kterou si nechal patentovat, a která je známá jako dyšna Giesl. Ve spolupráci s ocelářskou firmou Schoeller-Bleckmann Stahlwerke se také podílel na její distribuci. Později ve vídeňském nakladatelství Slezak vydal několik publikací s tematikou technologie a historie parních lokomotiv.

## Dílo
- Lokomotiv-Athleten. Geschichte, Leistung und Kurvenlauf der Sechs- und Siebenkuppler. Verlag Slezak, Wien 1976, ISBN 3-900134-27-8.
- Die Ära nach Gölsdorf. Die letzten 3 Jahrzehnte des österreichischen Dampflokomotivbaus. Verlag Slezak, Wien 1981, ISBN 3-900134-37-5.
- Anatomie der Dampflokomotive International. Verlag Slezak, Wien 1986, ISBN 3-85416-089-5.